# Нафтодобувна промисловість
Нафтодобувна промисло́вість — галузь паливної промисловості, підприємства якої розвідують і видобувають нафту та попутний нафтовий газ, а також транспортують і зберігають нафту. Нафта й нафтовий газ — важлива сировина для хімічної промисловості і нафтохімічної промисловості. З неї виробляють продукцію понад 300 найменувань.

## Історія
Питома вага нафти й газу в загальносоюзному виробництві мінерального палива в СРСР у 1978 році досягла 70,3 % (1960 — 38,4 %). В Російській імперії промислове видобування нафти почалося в 60-х pp. 19 століття в районі Баку, в 90-х pp.— в районі Грозного (найбільше було видобуто нафти 1901 — 11,9 млн т, 1913 — 10,3 млн т). За Радянської влади, особливо в післявоєнні роки, поряд зі старими нафтовими родовищами відкрито ряд нових: у Башкирській АРСР, Татарській АРСР, Волгоградській, Тюменській, Оренбурзькій областях РРФСР, Середній Азії, Казахській PCP, Західному Сибіру, морських районах Азербайджану, в Удмуртській АРСР, Білорусі, в Україні та в інших місцях. У 1978 в СРСР було видобуто 571,5 млн т нафти (включаючи газовий конденсат); 1940 — 44,5 млн т. Радянський Союз за видобутком нафти посідав 1-ше місце в світі (1979).
В Україні нафту вперше почали видобувати на Прикарпатті на початку 17 століття. Як галузь промислового виробництва нафтодобувна промисловість почала розвиватися тут на базі Бориславського родовища в кінці 19 — на початку 20 століття. Після приєднання західних областей України до УРСР і особливо в післявоєнні роки було докорінно реконструйовано підприємства галузі на новій технічній базі. Значно розширено обсяг геологорозвідувальних робіт, внаслідок чого відкрито нові родовища на Прикарпатті (Долинське родовище нафти, Битків-Бабченське нафтогазове родовище, Ольхівське, Орівсько-Уличненське та ін.), а також у східних областях республіки (Качанівське нафтогазове родовище та Рибальське — в Сумські обл., Глинсько-Розбишівське нафтогазове родовище, Радченківське та ін.— в Полтавській обл., Гнідинцівське нафтогазове родовище. Прилуцьке, Леляківське родовище нафти, Монастирищенське — в Чернігівській обл.) та ін. Промислові і прогнозні геологічні запаси нафти в країні розподіляються за трьома нафтогазоносними регіонами — Дніпровсько-Донецькій нафтогазоносній області, Карпатській нафтогазоносній провінції і Причорноморсько-Кримській нафтогазоносній провінції.
Наукові та економічні проблеми нафтодобувної промисловості в Україні вирішує Нафтової промисловості науково-дослідний і проектний інститут.
Серед інших країн Європи нафтодобувна промисловість найрозвинутіша в Румунії. Серед країн інших континентів 1-ше місце за видобутком нафти посідали США (434,2 млн т).